# Matthias Sindelar
Matthias Sindelar (10 de febrer, 1903 — 23 de gener, 1939) fou un jugador de futbol austríac dels anys 30.

## Inicis
Descendent de família txeca, va néixer com Matěj Šindelář a Kozlov (Kozlau) a prop de Jihlava, Moràvia, que aleshores formava part de l'Imperi Austrohongarès, dins d'una família pobra, fill del ferrer Jan Šindelář. La família es traslladà a Viena el 1905, establint-se al districte de Favoriten que tenia una àmplia comunitat txeca.
A l'edat de 15 anys ingressà al Hertha Viena, on jugà fins a l'any 1924, quan fou comprat pel Wiener Amateur-SV, un dels clubs més importants de la ciutat. Ajudà l'equip a guanyar la Copa austríaca el 1925 i 1926, i la lliga el 1926.

## La selecció nacional
Sindelar fou el davanter centre titular i el capità de l'anomenat Wunderteam (l'equip meravella), la selecció d'Àustria entrenada per Hugo Meisl que meravellà el món durant els anys 30. Entre 1926 i 1937, fou 43 cops internacional amb el seu país i marcà 27 gols. Marcà quatre gols en els seus tres primers partits internacionals, inclòs un al seu debut, en la victòria 2-1 enfront Txecoslovàquia el 20 de setembre de 1926.

## La Copa del Món de 1934
Sindelar i Àustria van destacar especialment a la Copa del Món d'Itàlia 1934. Un dels punts àlgids fou la victòria enfront Hongria a quarts de final, on Sindelar s'enfrontà a György Sárosi, qui fou finalista a la següent Copa del Món de França 1938. A semifinals, però, Àustria patí una controvertida derrota enfront dels amfitrions Itàlia, en un partit molt dur, i on Sindelar va rebre un marcatge molt sever per part de Luis Monti.

## Mort i mite

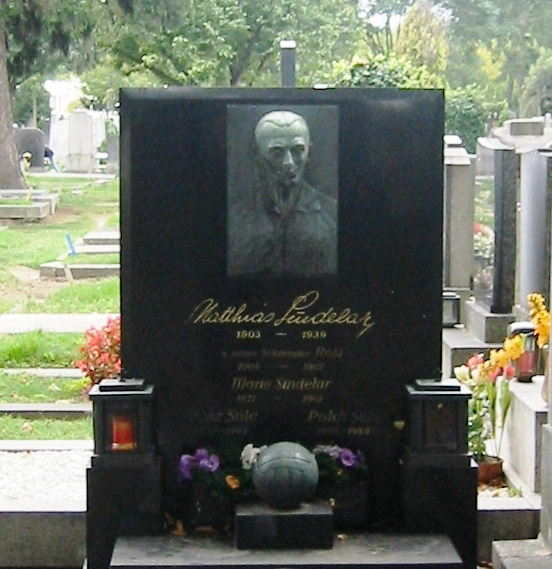
Tomba de Sindelar al Zentralfriedhof de Viena

Sindelar no va poder disputar el mundial de 1938 a causa de l'invasió alemanya d'Àustria. Sindelar sempre es va negar abandonar el seu país i a jugar amb el conjunt nazi, posant com a excusa la seva avançada edat i una lesió. El 23 de gener de 1939, Sindelar i la seva xicota Camilla Castagnola van ser trobats morts a l'apartament que compartien a Viena; el veredicte oficial parlà d'emmetzinament per monòxid de carboni com a causa de la mort.
L'escriptor austríac Friedrich Torberg posteriorment li dedicà un poema titulat "Auf den Tod eines Fußballers" ("A la mort d'un futbolista"). El poema suggereix que havia comès suïcidi com a resultat de la invasió alemanya del seu país el 1938. D'altra banda, es creu que en realitat la seva mort fou accidental, produïda per una xemeneia defectuosa. D'altra banda, en un documental de la BBC de l'any 2000, Egon Ulbrich, un vell amic de Sindelar, esmentà que van subornar un funcionari local perquè registrés la seva mort com a accidental, cosa que li assegurava rebre un enterrament d'estat. "Segons les regles nazis, una persona que havia estat assassinada o que havia comès suïcidi no podia rebre un enterrament amb honor. Vam haver de fer alguna cosa per assegurar que qualsevol indici criminal de la seva mort fos esborrat" va assegurar.
Fou conegut com "el Mozart del futbol", fou votat com el millor futbolista austríac del segle xx en una enquesta l'any 1999 de la International Federation of Football History and Statistics (IFFHS) (i el 22è del món) i fou nomenat esportista austríac del segle, just un any abans.

## Palmarès
- 2 Copa Mitropa: 1933, 1936
- 1 Lliga austríaca de futbol: 1926
- 5 Copa austríaca de futbol: 1925, 1926, 1933, 1935, 1936